# Jupiter Icy Moons Orbiter

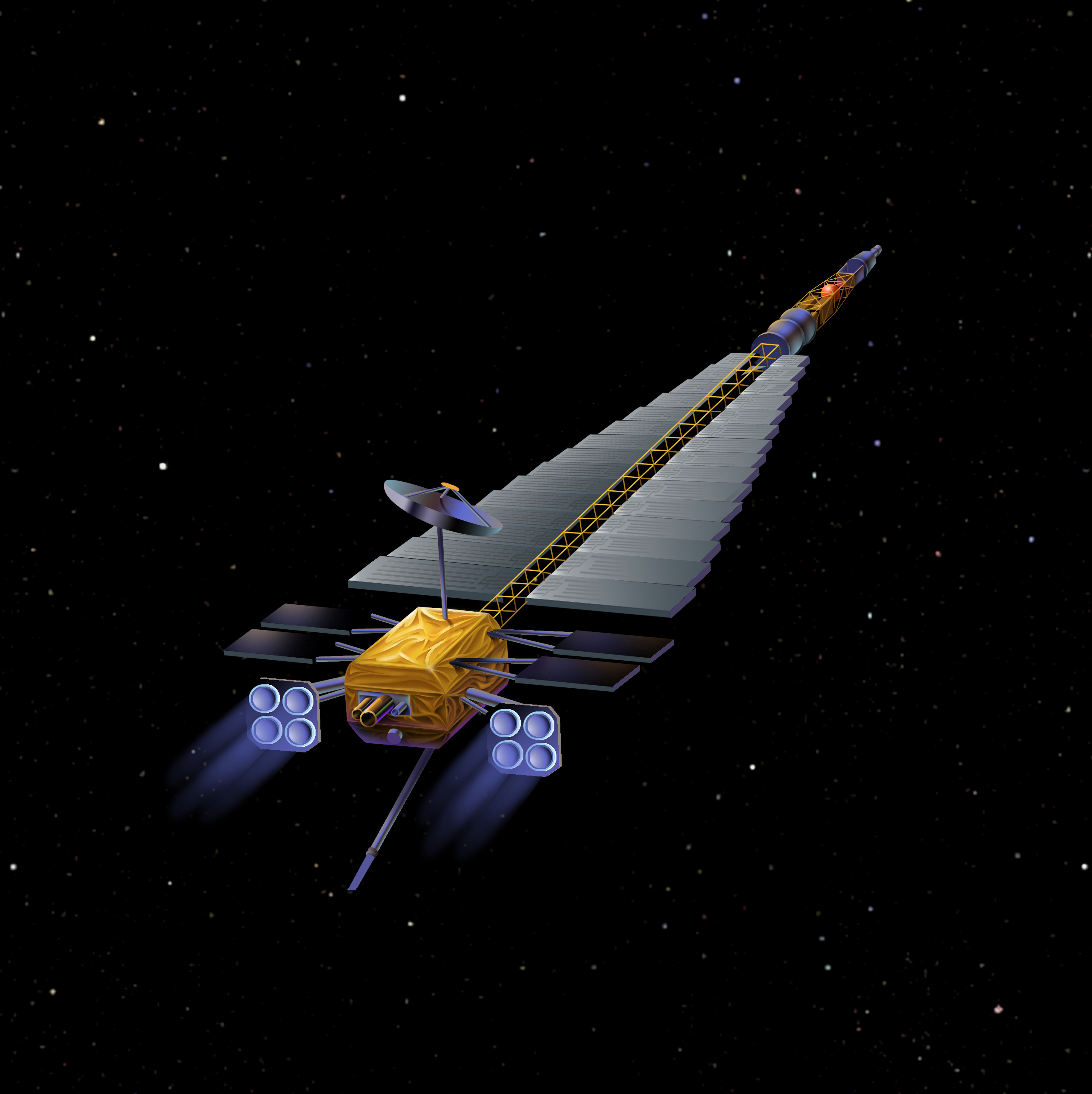
Representação artística da sonda JIMO.

Jupiter Icy Moons Orbiter (JIMO) foi uma sonda espacial proposta, mas não construída, para explorar os satélites de Júpiter, com o principal alvo sendo Europa. Foi cancelada devido ao seu design, considerado ambicioso demais, com elementos como fissão nuclear, alimentando propulsor de íons.